# Борисов, Иван Тимофеевич
Иван Тимофеевич Борисов — советский государственный и хозяйственный деятель .

## Ранние годы
Родился в 1903 году в деревне Урвань Нижегородской Губернии.
Происходил из семьи крепостных.Член ВКП(б) с 1930 года.

## Работа в Москве
С 1932 года — на хозяйственной работе.
В 1932—1972 гг. :
- инженер, начальник цеха, директор Московского авиамоторостроительного завода №24 НКАП СССР,
- директор завода № 20 Народного комиссариата авиационной промышленности СССР. Награждён орденом Красной Звезды (04.11.1940) — «за достижения в создании и освоении новых винтов, радиаторов, приборов и агрегатов для Красного Воздушного Флота»,
- заместитель министра авиационной промышленности СССР,
- председатель СНХ Куйбышевского экономического административного района,
- начальник Отдела Государственного планового комитета СМ СССР,
- начальник Отдела авиационной промышленности Госплана СССР.

Депутат Верховного Совета СССР II и V созывов.
Умер в 1994 году. Похоронен на Востряковском кладбище.